# Équipe du Groenland masculine de handball
Maillots
Dernière mise à jour : 15 janvier 2024.
L'équipe du Groenland masculine de handball représente la fédération du Groenland de handball lors des compétitions internationales, notamment aux championnats du monde et aux tournois continentaux.
Reconnue par la fédération internationale de handball (IHF) depuis 1998, cette formation a déjà participé au Championnat du monde 2001 en France, au Championnat du monde 2003 au Portugal et au Championnat du monde 2007 en Allemagne.

## Palmarès en compétitions internationales
Le Groenland a participé à trois Championnats du monde :
- 1938 à 1997 : non reconnue par l'IHF
- 1999 : non qualifié
- 2001 : 20e place
- 2003 : 24e place
- 2005 : non qualifié
- 2007 : 22e place
- de 2009 à 2023 : non qualifié

En revanche, il ne s'est jamais qualifié pour les Jeux olympiques.

## Palmarès en compétitions continentales
Le Groenland a participé aux onze Championnats panaméricain entre 1998 et 2018, terminant deux fois sur le podium :
- 1979 à 1996 : non reconnue par l'IHF
- 1998 : 5e place
- 2000 : 5e place
- 2002 :  3e place
- 2004 : 5e place
- 2006 :  3e place
- 2008 : 5e place
- 2010 : 6e place
- 2012 : 5e place
- 2014 : 5e place
- 2016 : 5e place
- 2018 : 4e place

Le Groenland a participé à trois Championnats d'Amérique du Nord et des Caraïbes, terminant à chaque fois sur le podium de la compétition :
- 2014 :  Champion
- 2018  : non participant
- 2022 :  Finaliste
- 2024 :  Troisième